# Brentaalperna

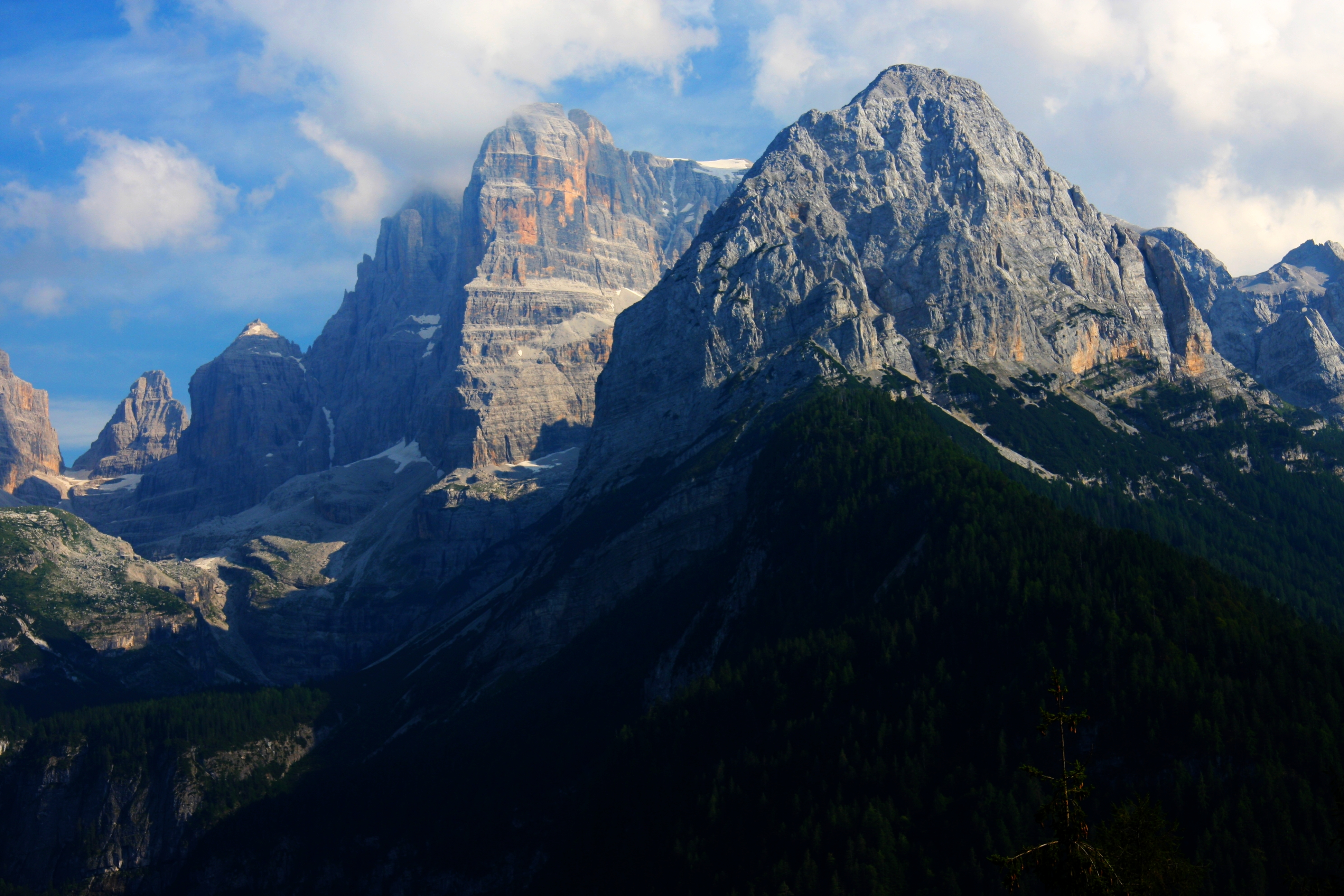
Brentaalperna från Madonna di Campiglio.

Brentaalperna är en del av Trentino-Südtirol kalkalper i norra Italien, mellan Adamelloalperna och Molveno sjön 826 meter över havet norr om Lago di Garda.
Flera av bergskedjans toppar når över 3 000 meter över havet, däribland Cima Tosa 3 176 meter över havet, Cima di Brenta 3 146 meter över havet och Cima Vallesinella 3 120 meter över havet.